# Jetaral (sockenhuvudort i Kina, Xinjiang Uygur Zizhiqu, lat 47,10, long 87,45)
Jetaral (kinesiska: 解特阿热勒, 解特阿热勒乡) är en sockenhuvudort i Kina. Den ligger i den autonoma regionen Xinjiang, i den nordvästra delen av landet, omkring 370 kilometer norr om regionhuvudstaden Ürümqi. Antalet invånare är 10 427. Befolkningen består av 5 013 kvinnor och 5 414 män. Barn under 15 år utgör 19,0 %, vuxna 15-64 år 75 %, och äldre över 65 år 4,0 %.
Runt Jetaral är det mycket glesbefolkat, med 2 invånare per kvadratkilometer. Närmaste större samhälle är Fuhai, 3,5 km öster om Jetaral. Trakten runt Jetaral består i huvudsak av gräsmarker.
Genomsnittlig årsnederbörd är 764 millimeter. Den regnigaste månaden är juli, med i genomsnitt 166 mm nederbörd, och den torraste är februari, med 9 mm nederbörd.